# 武田秀一
武田 秀一（たけだ ひでいち、1878年（明治11年）9月3日 - 1939年（昭和14年）5月6日）は、日本の陸軍軍人。最終階級は陸軍中将。正四位勲三等功四級。字は魯男。

## 履歴
1878年（明治11年）9月、高知県香美郡野市村（現在の野市町）に武田秀山の長男として生まれる。1900年（明治33年）11月、陸軍士官学校（12期）を卒業。翌年6月、歩兵少尉に任官。
千葉陸軍歩兵学校教官などを経て、1923年（大正12年）8月、歩兵大佐に昇進し青森連隊区司令官に就任。1924年（大正13年）8月、歩兵学校教導連隊長となり、豊橋陸軍教導学校長に転じ、1929年（昭和4年）8月、陸軍少将に進級。
1930年（昭和5年）8月、歩兵第37旅団長となり、近衛師団司令部付を経て、1933年（昭和8年）8月、陸軍中将に進んだ。同年12月、第3独立守備隊司令官に発令され、1934年（昭和9年）8月に待命、同年9月、予備役に編入となった。1939年（昭和14年）5月に死去。

## 栄典
- 1901年（明治34年）10月10日 - 正八位[2]
- 1910年（明治43年）9月30日 - 従六位[3]
- 1934年（昭和9年）2月7日 - 勲二等瑞宝章[4]
- 5等文虎勲章[5]

## 著書
- 『第一期ニ於ケル初年兵ノ各個教練』兵書出版社、1935年
- 『歩兵教練の思出』成武堂、1921年